# Pavel Zabelin
Pavel Zabelin (tiếng Belarus: Павел Забелiн; tiếng Nga: Павел Забелин; sinh 30 tháng 6 năm 1995) là một cầu thủ bóng đá Belarus hiện tại thi đấu cho Neman Grodno.